# Sériciculture et artisanat de la soie en Chine
La sériciculture et l’artisanat de la soie en Chine est l'intitulé sous lequel la fabrication de la soie en Chine est inscrite sur la liste représentative du patrimoine culturel immatériel de l’humanité en 2009 par l'UNESCO.